# Skyline (Software)
Skyline ist eine freie und quelloffene Datenanalyse-Software für massenspektrometrische Messungen im Bereich der Proteomik. Es erleichtert die Methodenentwicklung von Selected Reaction Monitoring (SRM) Experimenten und erlaubt einen Datenbankabgleich mit MS/MS-Bibliotheken. Es ist dabei Gerätehersteller-unabhängig und spezialisiert auf die Quantifizierung kleiner Moleküle wie Peptide und Metabolite für zielgerichtete Analysen. Unterstützt wird zudem auch hochauflösende Massenspektrometrie (HRMS), Peak Picking und Chromatogram Alignment.